# Талин (могильник)
Талин (англ. Talin Cemetery, также англ. Talin Tombs) — комплекс могильников и захоронений эпохи средней бронзы и раннего железа, расположенный на периферии города Талин Армении, на юго-западных склонах горы Арагац, на высоте 1600 м.

## Исследование
Руководитель экспедиции, научный сотрудник Института археологии и этнографии НАН РА Вардуи Меликян.
Радиоуглеродные анализы позволяют датировать эти комплексы концом IV тысячелетия – началом III тысячелетия до н.э. Изученные курганы (№ 7,10,11,12) состоят из следующих конструктивных элементов: захоронение, окруженное хромлехом, каменный щит, каменная насыпь, погребальная камера и дромос.
Керамика, найденная в захоронениях Талина, повторяет примеры, типичные для самых ранних комплексов Кура-Аракс по своим морфо-технологическим параметрам и орнаментации.
Из погребения Талин № 11 была найдена головное украшение из оловянной бронзы.